# Ballana ursina
Ballana ursina är en insektsart som beskrevs av Ball 1910. Ballana ursina ingår i släktet Ballana och familjen dvärgstritar. Inga underarter finns listade i Catalogue of Life.